# WWF World Light Heavyweight Championship
Il WWF World Light Heavyweight Championship è stato un titolo di wrestling di proprietà dalla World Wrestling Federation che nella prima parte della sua storia fu affidato alla Universal Wrestling Association  e poi ripreso dalla New Japan Pro-Wrestling prima di essere restituito alla WWF nel 1997. 
Il campionato era riservato ai lottatori aventi un peso inferiore ai 100 kg, fu creato nel 1981 dalla UWA durante una collaborazione con la WWF ed è stato attivo fino al 1997, quando la WWF lo ritirò per sostituirlo con il WWF Light Heavyweight Championship.

## Storia
Originariamente nato con il nome WWF Light Heavyweight Championship, fu creato il 26 marzo 1981 dalla UWA, che inizialmente lo promosse come parte della collaborazione con la WWF. Durante questo periodo prese il nome di WWF World Light Heavyweight Championship nel 1983, anche se una volta ritornato in WWF continuò ad essere chiamato WWF Light Heavyweight Championship.
Alla chiusura della UWA nel 1995 il titolo si spostò in Giappone, prima in Michinoku Pro Wrestling e successivamente dalla NJPW, che lo inserì all'interno della J-Crown insieme ad altri sette titoli riservati alla stessa classe di peso. Il 5 novembre 1997 la WWF chiese ed ottenne la restituzione del titolo, che fu disattivato e sostituito dal WWF Light Heavyweight Championship.
La lista che segue sotto indica solo i regni riconosciuti da UWA e NJPW, poiché quelli successivi e riconosciuti dalla WWF/WWE sono indicati in WWF Light Heavyweight Championship.

## Albo d'oro
La lista che segue indica unicamente i regni riconosciuti da UWA e NJPW, perché quelli successivi e riconosciuti dalla WWF/WWE appartengono al WWF Light Heavyweight Championship.
| #                                     | Campione                              | Regno                                 | Data                                  | Giorni                                | Località                              | Evento                                | Note | Fonti                                 |
| Universal Wrestling Association (UWA) | Universal Wrestling Association (UWA) | Universal Wrestling Association (UWA) | Universal Wrestling Association (UWA) | Universal Wrestling Association (UWA) | Universal Wrestling Association (UWA) | Universal Wrestling Association (UWA) | Universal Wrestling Association (UWA) | Universal Wrestling Association (UWA) |
| ------------------------------------- | ------------------------------------- | ------------------------------------- | ------------------------------------- | ------------------------------------- | ------------------------------------- | ------------------------------------- | --- | ------------------------------------- |
| 1                                     | Perro Aguayo                          | 1                                     | 26 marzo 1981                         | 183                                   | Shimizu, Giappone                     | Big Fight Series                      | Aguayo vinse un torneo per decretare il campione inaugurale, sconfiggendo in finale Gran Hamada |                                       |
| 2                                     | Fishman                               | 1                                     | 25 settembre 1981                     | 15                                    | Los Angeles, California               | House show                            | |                                       |
| 3                                     | Perro Aguayo                          | 2                                     | 10 ottobre 1981                       | 8                                     | Los Angeles, California               | House show                            | |                                       |
| 4                                     | Chris Adams                           | 1                                     | 18 ottobre 1981                       | 56                                    | Città del Messico, Messico            | House show                            | |                                       |
| 5                                     | Perro Aguayo                          | 3                                     | 13 dicembre 1981                      | 129                                   | Città del Messico, Messico            | House show                            | |                                       |
| 6                                     | Gran Hamada                           | 1                                     | 21 aprile 1982                        | 130                                   | Tokyo, Giappone                       | House show                            | |                                       |
| 7                                     | Perro Aguayo                          | 4                                     | 29 agosto 1982                        | 203                                   | Città del Messico, Messico            | House show                            | |                                       |
| 8                                     | Villano III                           | 1                                     | 20 marzo 1983                         | 140                                   | Città del Messico, Messico            | House show                            | |                                       |
| 9                                     | Perro Aguayo                          | 5                                     | 7 agosto 1983                         | 254                                   | Città del Messico, Messico            | House show                            | |                                       |
| 10                                    | Gran Hamada                           | 2                                     | 17 aprile 1984                        | 33                                    | Tokyo, Giappone                       | Opening Series                        | | [ 4 ]                                 |
| 11                                    | Villano III                           | 2                                     | 20 maggio 1984                        | 826                                   | Città del Messico, Messico            | House show                            | |                                       |
| 12                                    | Fishman                               | 1                                     | 24 agosto 1986                        | 122                                   | Città del Messico, Messico            | House show                            | |                                       |
| 13                                    | Perro Aguayo                          | 6                                     | 24 dicembre 1986                      | 130                                   | Città del Messico, Messico            | House show                            | |                                       |
| -                                     | Vacante                               | -                                     | 3 maggio 1987                         | -                                     | -                                     | -                                     | La UWA privò Aguayo del titolo dopo un incontro con Villano III dal finale controverso. | [ 5 ]                                 |
| 14                                    | Villano III                           | 3                                     | 17 giugno 1987                        | 109                                   | Città del Messico, Messico            | House show                            | Villano III vinse uno spareggio contro Perro Aguayo per riassegnare il titolo. |                                       |
| 15                                    | Rambo                                 | 1                                     | 4 ottobre 1987                        | 281                                   | Città del Messico, Messico            | House show                            | |                                       |
| 16                                    | Villano III                           | 4                                     | 11 luglio 1988                        | 399                                   | Città del Messico, Messico            | House show                            | |                                       |
| 17                                    | Sangre Chicana                        | 1                                     | 14 agosto 1989                        | 62                                    | Città del Messico, Messico            | House show                            | |                                       |
| 18                                    | Perro Aguayo                          | 7                                     | 15 ottobre 1989                       | 49                                    | Città del Messico, Messico            | House show                            | |                                       |
| 19                                    | Sangre Chicana                        | 2                                     | 3 dicembre 1989                       | 175                                   | Città del Messico, Messico            | House show                            | |                                       |
| 20                                    | Villano III                           | 5                                     | 27 maggio 1990                        | 280                                   | Naucalpan de Juárez, Messico          | House show                            | | [ 6 ]                                 |
| 21                                    | Pegasus Kid                           | 1                                     | 3 marzo 1991                          | 560                                   | Naucalpan de Juárez, Messico          | House show                            | | [ 7 ]                                 |
| 22                                    | Villano III                           | 6                                     | 13 settembre 1992                     | 110                                   | Naucalpan de Juárez, Messico          | House show                            | |                                       |
| 23                                    | El Signo                              | 1                                     | 1 gennaio 1993                        | 563                                   | Nezahualcóyotl, Messico               | House show                            | |                                       |
| 24                                    | Villano III                           | 7                                     | 18 luglio 1994                        | 176                                   | Puebla de Zaragoza, Messico           | House show                            | |                                       |
| -                                     | Vacante                               | -                                     | 10 gennaio 1995                       | -                                     | -                                     | -                                     | Villano III rese vacante il titolo in seguito alla sua partenza dalla UWA. |                                       |
| 25                                    | Aero Flash                            | 1                                     | 16 giugno 1995                        | 282                                   | Nezahualcóyotl, Messico               | House show                            | Flash vinse un torneo per la riassegnazione del titolo sconfiggendo in finale The King |                                       |
| 26                                    | The Great Sasuke                      | 1                                     | 24 marzo 1996                         | 90                                    | Shirakawa, Giappone                   | House show                            | |                                       |
| 27                                    | El Samurai                            | 1                                     | 22 giugno 1996                        | 43                                    | Naruko, Giappone                      | House show                            | |                                       |
| New Japan Pro-Wrestling (NJPW)        |                                       |                                       |                                       |                                       |                                       |                                       | |                                       |
| 28                                    | The Great Sasuke                      | 2                                     | 4 agosto 1996                         | 68                                    | Tokyo, Giappone                       | G1 Climax                             | Il titolo entrò a far parte del J-Crown. |                                       |
| 29                                    | Ultimo Dragon                         | 1                                     | 11 ottobre 1996                       | 85                                    | Osaka, Giappone                       | Osaka Crush Night!                    | |                                       |
| 30                                    | Jushin Thunder Liger                  | 1                                     | 4 gennaio 1997                        | 183                                   | Tokyo, Giappone                       | Wrestling World                       | |                                       |
| 31                                    | El Samurai                            | 2                                     | 6 luglio 1997                         | 35                                    | Sapporo, Giappone                     | Summer Struggle                       | |                                       |
| 32                                    | Shinjiro Otani                        | 1                                     | 10 agosto 1997                        | 87                                    | Nagoya, Giappone                      | The Four Heaven                       | |                                       |
| -                                     | Disattivato                           | -                                     | 5 novembre 1997                       | -                                     | -                                     | -                                     | La WWF chiese che il titolo venisse restituito, e Otani acconsentì, sciogliendo il J-Crown e rendendo vacanti tutti i titoli ad eccezione del IWGP Junior Heavyweight Championship. La WWF modifica il titolo in WWF Light Heavyweight Title, iniziando a riconoscere i campioni da questo momento in poi. Di fatto quindi il WWF World Light Heavyweight Title è considerato come un titolo separato e mai riconosciuto ufficialmente dalla WWF. |                                       |